# Sifnos
Sifnos (griechisch Σίφνος (f. sg.)) ist eine griechische Kykladeninsel und liegt etwa 130 km südöstlich von Athen in der Ägäis umgeben von den Nachbarinseln Milos, Kimolos, Serifos und Paros. Gleichzeitig bildet sie eine Gemeinde innerhalb der Region Südliche Ägäis.
Die Fläche der Insel beträgt 77,371 km²; sie ist 15 km lang und bis zu 7,5 km breit. Die höchste Erhebung ist mit 682 m der Profitis Ilias. Seit dem 19. Jahrhundert ist das Kloster auf dem Gipfel des Berges verlassen.

## Geschichte
Der Abbau von Blei und vermutlich auch von Silber auf der Insel begann schon im Endneolithikum kurz vor dem Jahr 3000 v. Chr. Die Funde stehen in Zusammenhang mit Fundstücken aus Kephala auf der Insel Keos. Keramikfunde und eine Pfeilspitze aus Obsidian werden derselben Zeit zugeordnet.
Siedlungsnachweise sind aus der Bronzezeit bekannt. Vereinzelte Spuren deuten auf die früh- und mittelkykladische Zeit, als Siedlung lässt sich der Ort Agios Andreas auf dem Gipfel des gleichnamigen Berges erst in spätmykenischer Zeit nur von etwa 1300 bis 1230 v. Chr. nachweisen. Agios Andreas war durch eine Mauer befestigt, die zudem durch Türme geschützt wurde. Die Siedlung wurde in geometrischer Zeit wieder besiedelt und die Befestigungen noch verstärkt. Weitere Details sind kaum bekannt, da die Fundamente wegen der Lage auf dem Berggipfel stark erodiert sind.
In der Antike wurde Sifnos durch Gold- und Silberbergbau reich. Die Einwohner konnten im Heiligtum von Delphi ein Schatzhaus errichten. Noch während der klassischen Zeit erschöpften sich die Vorkommen, und die Insel verarmte.
Im Zuge des Vierten Kreuzzugs geriet die Insel in den Blickpunkt venezianischer Kolonisten, denn die Kykladen wurden – zumindest der Theorie des Teilungsvertrages nach – dem Venezianer Marco Sanudo zugeschlagen. Dieser herrschte sicherlich auf Naxos, Melos und Syros, ob er jedoch die übrigen Inseln jemals besetzen konnte, ist nicht geklärt. Die einzige weitere Erwähnung erfolgt in den 1270er Jahren, als Licario, ein Söldnerführer aus Vicenza, in byzantinischem Auftrag die Kykladen und Euböa eroberte. Dabei geriet auch Sifnos in Mitleidenschaft. Obwohl die Quellen keine weiteren Fakten liefern, wird angenommen, dass zwischen 1280 und 1307 die später dominierende Familie da Corogna die Insel einnahm. Dies hängt damit zusammen, dass durch ein Feuer im Jahr 1574 oder 1577 die betreffenden Archivalien zerstört worden sind.
Der spätere Doge Giovanni Soranzo war möglicherweise zwischen 1285 und vor 1310 der erste venezianische Herr der Insel, was aber keineswegs bedeutet, dass er persönlich auf der Insel anwesend gewesen sein muss. Möglicherweise floh seine Tochter Soranza Soranzo 1310, nachdem ihr Ehemann einen gescheiterten Aufstand mit angeführt hatte, auf die Insel, von der sie 1314 nach Venedig zurückkehrte. Dort wurde sie allerdings in einem Nonnenkloster eingesperrt. Der nächste, der die Insel nach den Quellen beanspruchte, war Bertuccio Grimani, der wohl auch nie auf der Insel weilte. Bis zum 16. Jahrhundert dominierten jedoch zwei nicht-venezianische Familien die Insel, nämlich die de Corogna und die Gozzadini. Sie waren Vasallen der Herzöge von Naxos. Während die Gozzadini aus Bologna kamen, ist die Herkunft der de Corogna ungeklärt.
Beim Zusammenbruch des Herzogtums Naxos im Jahre 1566, als der letzte Herzog vom osmanischen Sultan Selim II. abgesetzt wurde, entging Sifnos noch der direkten Unterwerfung ins Osmanische Reich. Die Gozzadini konnten die Herrschaft über die Insel weitere 50 Jahre behaupten, bis 1617 die Osmanen auch Sifnos in ihr Reich eingliederten. Als Griechenland 1832 seine Unabhängigkeit erlangte, wurde Sifnos Teil des neuen Staates.

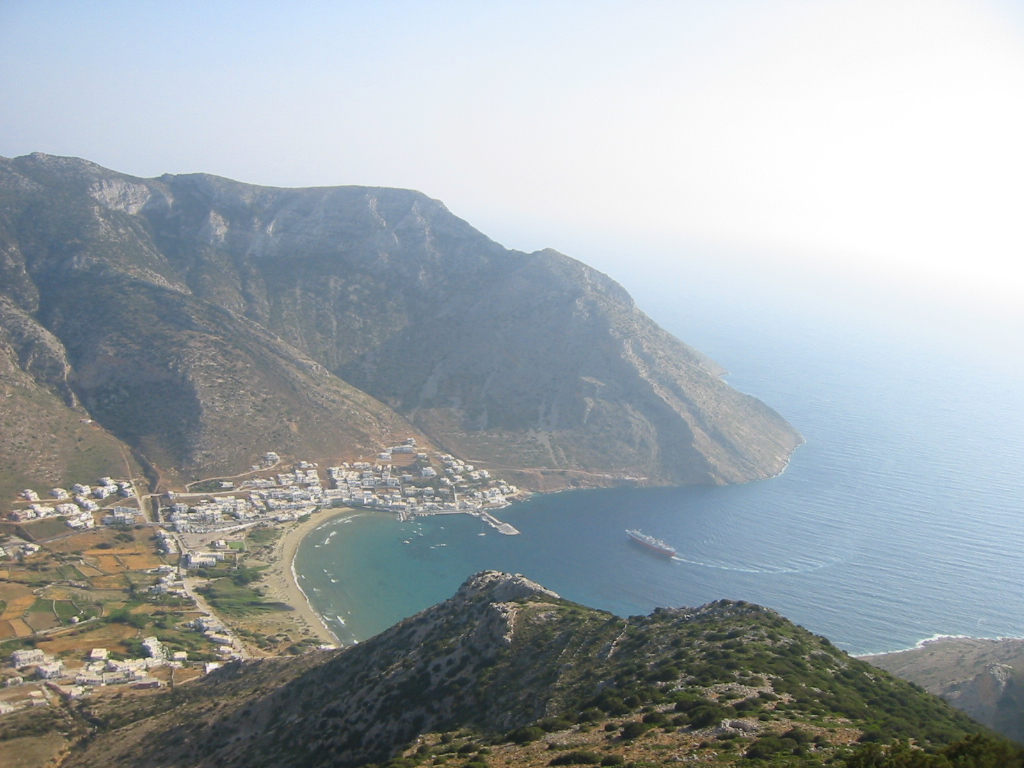
Blick auf die Ortschaft Kamares und deren Hafen
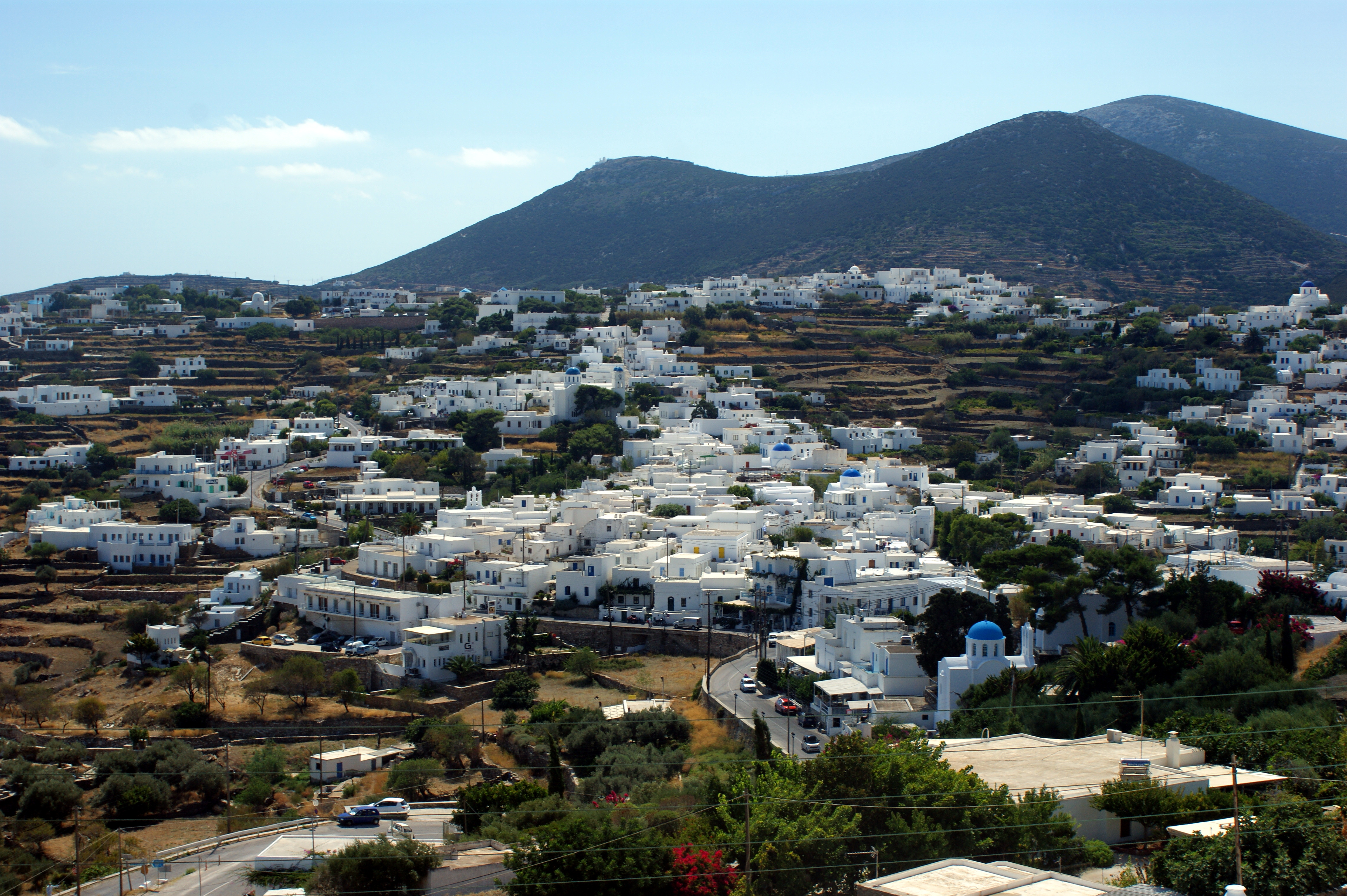
Ansicht des Dorfes Apollonia
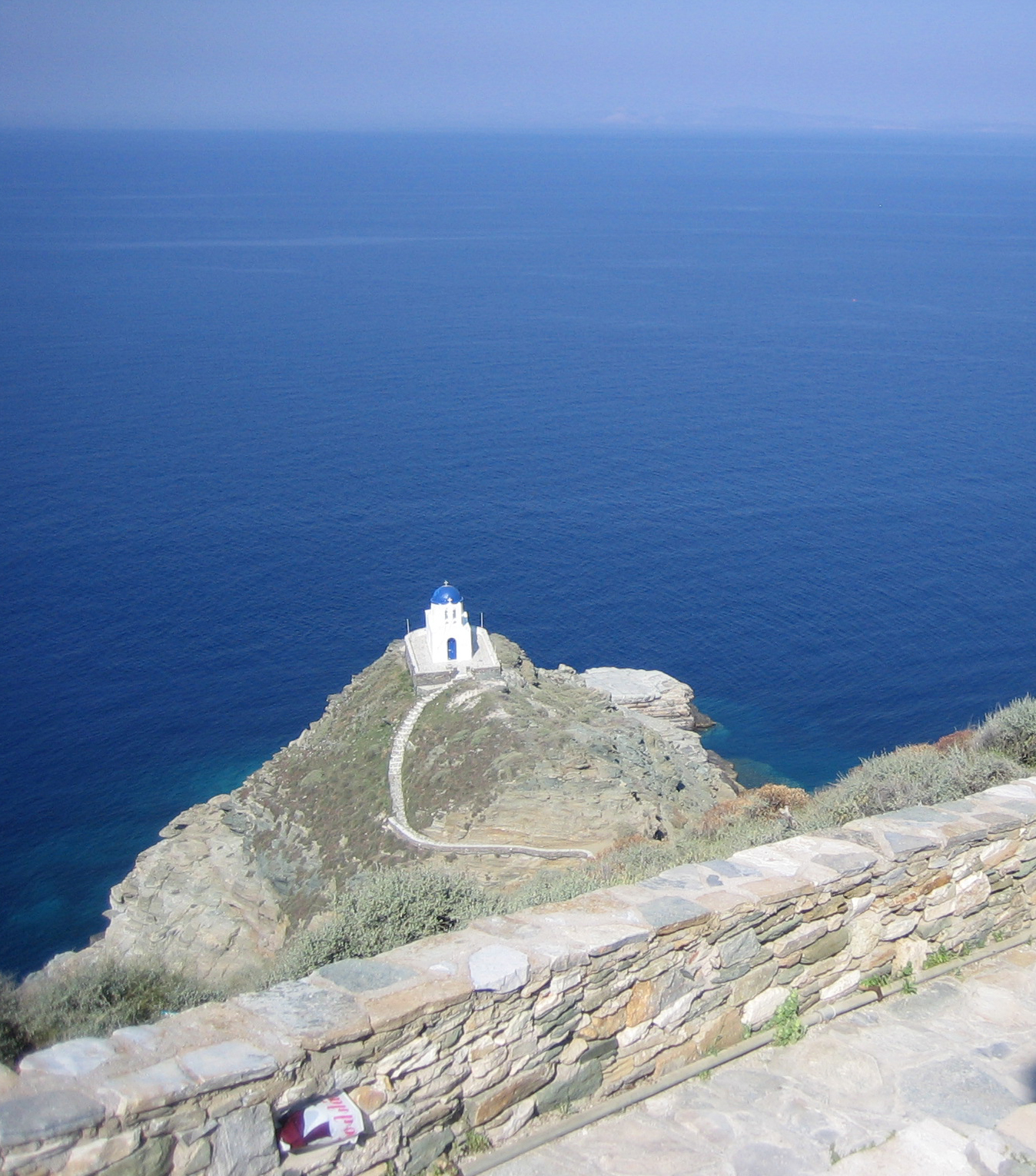
Eine Kapelle auf einem Hügel bei Kastro

## Gegenwart
Sifnos hat 2.625 ständige Einwohner, von denen etwa 1.600 im zum Doppelort zusammengewachsenen Apollonia und Artemonas wohnen. Weitere 245 Einwohner leben im Hafenort Kamares. Von hier aus bestehen regelmäßige Fährverbindungen nach Piräus sowie zu den Nachbarinseln.
| Stadtbezirk Ortsgemeinschaft | griechischer Name             | Code     | Fläche (km²) | Einwohner 2001 | Einwohner 2011 | Dörfer und Inseln                                                                          |
| ---------------------------- | ----------------------------- | -------- | ------------ | -------------- | -------------- | ------------------------------------------------------------------------------------------ |
| Apollonia                    | Δημοτική Κοινότητα Απολλωνίας | 65040001 | 51,012       | 1593           | 1691           | Apollonia, Vathy, Kamares, Kastro, Kato Petali, Kitriani, Platys Gialos, Faros, Chrysopigi |
| Artemonas                    | Τοπική Κοινότητα Αρτεμώνος    | 65040002 | 27,315       | 0849           | 0934           | Artemonas, Agia Marina, Troulaki, Cherronisos                                              |
| Gesamt                       | Gesamt                        | 6504     | 73,942       | 2442           | 2625           |                                                                                            |

100 Meter über der steilen Ostküste liegt der ehemalige Hauptort Kastro. Kastro ist als Wehrsiedlung (von den Byzantinern „Kastron“ genannt) angelegt. Die Außenmauern der ringförmig angelegten Häuser bilden den äußeren Befestigungsring.
Die Insel ist für eine Kykladen-Insel sehr grün. Die Landwirtschaft, insbesondere der Oliven- und Weinanbau, spielen noch immer eine dominierende Rolle. Auch die schon seit der antiken Zeit hier beheimatete Töpferei ist noch von Bedeutung. Der Erzabbau (Gold, Silber und Blei), der in der Antike der Insel Reichtum bescherte, ist ganz zum Erliegen gekommen. In jüngster Zeit spielt der Tourismus eine immer wichtigere Rolle.

## Töpferhandwerk
Das Töpferhandwerk spielt eine wichtige Rolle für das Leben von Sifnos. Die geologische Zusammensetzung dieser Insel hatte zu der Entwicklung der Keramik beigetragen, weil ihr reicher Lehmboden einen ausgezeichneten Rohstoff darstellt. Ihre Geschichte ist auf viele Jahrhunderte zurückzuführen, aber ihre höchste Blüte erreichte sie im 19. Jahrhundert, als einheimische Töpfer ihre Produkte in das ganze Land exportierten. Im Lauf der Zeit sind Töpferhandwerker von Sifnos in andere Regionen Griechenlands wie zu den anderen Kykladen-Inseln, nach Kreta, Chios und Argosaronikos umgezogen und haben ihre Kunst und Technik mitgenommen. Heute jedoch gibt es wieder viele Betriebe auf der Insel, die traditionelle Töpferwaren oder dekoratives Kunsthandwerk herstellen.